# Avaren (Kaukasus)
De Avaren (Avaars: магӀарулал, ma'arulal) zijn een Noord-Kaukasisch volk in het oosten van de Kaukasus. Hun taal, het Avaars behoort tot de Nach-Dagestaanse talen. Ze zijn qua aantal met 850.011 de grootste etnische groep van de Russische autonome republiek Dagestan.

## Verspreiding en omvang
Ze wonen hoofdzakelijk in de Grote Kaukasus, in het zuidwesten van Dagestan, maar ook in de lager gelegen gebieden van het midden van Dagestan en zijn met 21% de grootste etnische groep van de Dagestaanse hoofdstad Machatsjkala. Minderheden bevinden zich ook in de autonome republieken Tsjetsjenië en Kalmukkië, en andere delen van Rusland. Daarnaast wonen er Avaren in de Azerbeidzjaanse rayons Balakan en Zaqatala, en relatief kleine minderheden in Georgië en Turkije. De Georgische Avaarse minderheid woont vrijwel geheel in de gemeente Kvareli, niet ver van de grens met Dagestan en Azerbeidzjan.
De Avaren hebben in de loop van de twintigste eeuw enkele kleine etnische groepen, die verwante dialecten en talen spreken geassimileerd. Daarnaast zijn er enkele kleine verwante etnische groepen die in de hoger gelegen dalen van de Grote Kaukasus leven en die soms als Avaren worden geclassificeerd. Aan het begin van de eenentwintigste eeuw zijn er wereldwijd zo'n 1 miljoen Avaren, waarvan 912.090 in Rusland.

## Taal
Het Avaars behoort tot de Avaars-Andische subgroep binnen de Nach-Dagestaanse talen, ook wel Noordoost-Kaukasische talen genoemd. Deze taal wordt in het Cyrillisch alfabet geschreven. Vóór 1927 werd het Avaars in het Arabisch alfabet geschreven en tussen 1927 en 1938 in het Latijns alfabet. Meer dan zestig procent van de Avaren in Dagestan gebruikt het Russisch als tweede taal. In 2010 waren er in Rusland en Dagestan 715.300 sprekers.

## Geschiedenis

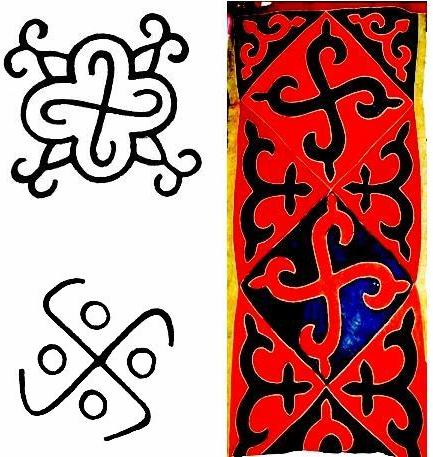
Populaire oude Avaarse symbolen, waaronder swastika's, in steen en vilt.

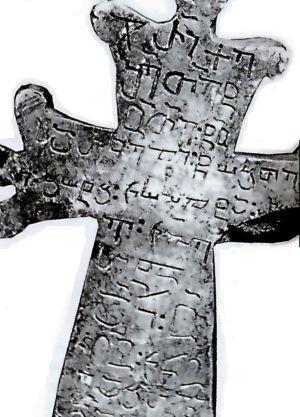
Oud Avaars kruis met Avaarse inscripties in het oud Georgisch alfabet.

De eerste vermelding in de Europese geschiedenis van de Kaukasische Avaren op hun huidige locatie kwam van Priscus en betrof het jaar 461.
Men heeft niet kunnen vaststellen of de Kaukasische Avaren verwant waren aan de Europese Avaren uit de vroege middeleeuwen, maar het is wel bekend dat tijdens de bemiddeling van de Alaanse koning Sarosios in 567 de Göktürken aan het Byzantijnse Rijk hadden verzocht om de Avaren van Pannonië als "onechte Avaren" te bestempelen, in tegenstelling tot de "echte Avaren" in het oosten die onder de heerschappij van de Göktürken waren gekomen.
Volgens het hoofd van de archeologisch-etnografische Sovjet-expeditie tussen 1945 en 1948 waren deze echte Avaren gemigreerd vanuit Chorasmië naar hun huidige locatie in de Kaukasus, dat daarvoor bewoond zou zijn geweest door de Hurrieten uit Subartu, ten zuiden van Kaukasisch Iberië. Volgens Omeljan Pritsak, resulteerde de Avaarse invasie van de Kaukasus in een Avaarse dynastie in Sarir, een christelijke staat in de Dagestaanse bergen en waar de huidige Avaren nog steeds wonen.
Gedurende de oorlogen van de Chazaren tegen het Arabische Rijk in de zevende eeuw, kozen de Avaren de kant van de Chazaren. Sarir kreeg een tijdelijke inzinking te verduren nadat de Arabieren de overhand hadden gekregen, maar in de negende eeuw kregen ze weer invloed in de regio. Ze hadden toen conflicten met de toen verzwakte Chazaren en hadden vriendelijke banden met hun christelijke buurstaten Georgië en Alanië.

### Avaars kanaat
In het begin van de twaalfde eeuw viel Sarir uit elkaar en werd het opgevolgd door het Avaarse Kanaat, een overwegend door moslims geleide staat. Het enige nog aanwezige monument die de architectuur van Sarir laat zien, is de tiende-eeuwse kerk in het dorp Datoena. De invasies van de Mongolen hebben waarschijnlijk geen invloed gehad op het woongebied van de Avaren en het verbond met de Gouden Horde zorgden ervoor dat de kans van de Avaren steeds welvarender konden worden.
In de vijftiende eeuw werd de macht van de Gouden Horde minder en groeide in de oostelijke Kaukasus de macht van het sjamchalaat van de Koemukken rondom Tarki. Tot de achttiende eeuw konden de Avaren zich niet meten met de Koemukken. Vanaf dat moment groeide namelijk het aanzien van de Avaren door een nederlaag toe te brengen aan het oprukkende leger van Nadir Sjah in Andalal. In de nasleep van deze overwinning lukte het de Avaarse kan Umma, die tussen 1774 en 1801 regeerde, om belasting in te vorderen van de meeste toenmalige Kaukasische staten, waaronder Shirvan en Georgië.
Twee jaar na de dood van Kan Umma gaf het kanaat zich vrijwillig over aan het Russische Rijk. Door de hoge belastingen, landonteigeningen en de bouw van Russische forten, waren de Avaren echter al snel teleurgesteld in het Russische bewind. Dit dreef de Avaarse bevolking in het kamp van het radicale islamitische Imamaat van Dagestan, geleid door respectievelijk de imams Ghazi Mohammed (1828-1832), Gamzat-bek (1832-1834) en Sjamil (1834-1859).
Deze Kaukasische oorlog duurde tot 1864 toen het Avaarse Kanaat door de Russen werd opgeheven en een Avaars district werd opgericht. Een deel van de Avaren weigerde om samen te werken met de Russen en migreerde naar (het latere) Turkije, waar nog steeds mensen van Avaarse afkomst wonen. Ondanks dat de Avaarse bevolking werd uitgedund door oorlog en emigratie, bleven de Avaren ten tijde van de Sovjet-Unie hun positie behouden als het meest dominante volk in Dagestan. Na de Tweede Wereldoorlog trokken veel Avaren vanuit de onherbergzame bergen naar de vruchtbare vlaktes nabij de Kaspische kust.
Abazijnen ·
Abchaziërs ·
Achvachen ·
Adygeeërs ·
Aino ·
Aleoeten ·
Aljoetoren ·
Altaj (Oirot) ·
Andi ·
Armeniërs ·
Avaren ·
Azerbeidzjanen·
Balkaren ·
Baraba ·
Basjkieren ·
Bergjoden ·
Boerjaten ·
Chakassen ·
Chanten ·
Chinezen ·
Dargienen ·
Dolganen ·
Enetsen ·
Evenen ·
Evenken ·
Georgiërs ·
Grieken ·
Ingoesjen ·
Ingriërs ·
Itelmenen ·
Jakoeten ·
Joden ·
Joekagieren ·
Joepiken ·
Kabardijnen ·
Kalmukken ·
Kamtsjadalen ·
Karatsjajers ·
Kareliërs ·
Kazachen ·
Kereken ·
Ketten ·
Komi ·
Koreanen ·
Korjaken ·
Korjo-saram ·
Krim-Tataren ·
Lezgiërs ·
Mansen ·
Mari (Tsjeremissen) ·
Meschetische Turken ·
Mordwienen ·
Nanai ·
Negidalen ·
Nenetsen (Joeraken) ·
Nganasanen ·
Nivchen (Giljaken) ·
Nogai ·
Oedegen ·
Oedmoerten ·
Oekraïners ·
Oeltsjen ·
Oezbeken ·
Oroken ·
Orotsjen ·
Osseten ·
Polen ·
Pomoren ·
Rusland-Duitsers (inclusief Wolga-Duitsers) ·
Russen ·
Samen (Lappen) ·
Selkoepen ·
Sjoren ·
Sojoten ·
Tabassaranen ·
Perzen (Tadzjieken) ·
Taten ·
Teleoeten ·
Tofalaren ·
Tsachoeriërs (Caxur) ·
Tsjerkessen ·
Tsjetsjenen (Noxchi) ·
Tsjoektsjen ·
Tsjoelymen ·
Tsjoevanen ·
Tsjoevasjen ·
Turkmenen ·
Toevanen ·
Wepsen ·
Belarussen (Wit-Russen) ·
Wolga-Tataren ·
Woten